# Cryptotettix similis
Cryptotettix similis är en insektsart som beskrevs av Günther, K. 1974. Cryptotettix similis ingår i släktet Cryptotettix och familjen torngräshoppor. Inga underarter finns listade i Catalogue of Life.